# Rajd Safari 1977
Rajd Safari (25. Safari Rally) – 25 Rajd Safari rozgrywany w Kenii w dniach 7-11 kwietnia. Była to czwarta runda Rajdowych mistrzostw świata w roku 1977. Rajd został rozegrany na nawierzchni szutrowej. Bazą rajdu było miasto Nairobi. 

## Wyniki końcowe rajdu[1]
| Msc. | Kierowca          | Pilot            | Samochód               | Czas  | Strata | Grupa | Pkt zespół | Pkt kierowca |
| ---- | ----------------- | ---------------- | ---------------------- | ----- | ------ | ----- | ---------- | ------------ |
| 1    | Björn Waldegård   | Hans Thorszelius | Ford Escort RS1800     | 11:05 | 0.0    | 4     | 10+8       | 9            |
| 2.   | Rauno Aaltonen    | Lofty Drews      | Datsun 160J            | 11:40 | +0:35  | 4     | 9+7        | 6            |
| 3.   | Sandro Munari     | Piero Sodano     | Lancia Stratos HF      | 13:14 | +2:09  | 4     | 8+6        | 4            |
| 4.   | Andrew Cowan      | Paul White       | Mitsubishi Colt Lancer | 13:16 | +2:11  | 4     | 7+5        | 3            |
| 5.   | Joginder Singh    | David Doig       | Mitsubishi Colt Lancer | 14:12 | +3:07  | 4     |            | 2            |
| 6.   | Davinder Singh    | Chris Bates      | Mitsubishi Colt Lancer | 14:34 | +3:29  | 4     |            | 1            |
| 7.   | Bert Shankland    | Brian Barton     | Peugeot 504            | 17:30 | +6:25  | 4     | 4+2        |              |
| 8.   | Zully Remtulla    | Nizar Jivani     | Datsun 160J            | 20:32 | +9:27  | 4     |            |              |
| 9.   | Rob Collinge      | Anton Levitan    | Datsun 160J            | 20:32 | +9:27  | 4     |            |              |
| 10.  | Kenjiro Shinozuka | Quentin Thompson | Mitsubishi Colt Lancer | 27:40 | +16:35 | 4     |            |              |

## Punktacja

### Klasyfikacja producentów
| Lp | Producent | Pkt. |
| -- | --------- | ---- |
| 1  | Fiat      | 48   |
| 1  | Ford      | 48   |
| 3  | Opel      | 39   |
| 4  | Lancia    | 32   |
| 5  | Toyota    | 24   |

- Uwaga: Tabela obejmuje tylko pięć pierwszych miejsc.

### Klasyfikacja  FIA Cup for Rally Drivers
| Lp | Producent           | Pkt. |
| -- | ------------------- | ---- |
| 1  | Björn Waldegård     | 15   |
| 2  | Sandro Munari       | 13   |
| 3  | Ari Vatanen         | 9    |
| 3  | Stig Blomqvist      | 9    |
| 3  | Markku Alén         | 9    |
| 3  | Jean-Claude Andruet | 9    |

- Uwaga: Tabela obejmuje tylko pięć pierwszych miejsc.